# Lalisa
Lalisa è il singolo di debutto della rapper thailandese Lisa, pubblicato il 10 settembre 2021.

## Descrizione
Lalisa è stato scritto da Teddy e Bekuh Boom. Musicalmente è stato descritto come un brano hip hop, ed è stato composto in chiave La bemolle maggiore con un tempo di 123 battiti per minuto.

## Promozione
Lisa ha eseguito Lalisa per la prima volta in televisione al Tonight Show di Jimmy Fallon il 10 settembre 2021. Il 19 settembre, ha eseguito il brano al programma Inkigayo, segnando il suo debutto da solista sulla televisione sudcoreana.

## Accoglienza
Lalisa ha ricevuto recensioni miste da parte della critica specializzata, molte delle quali si sono complimentate per la presenza e il carisma di Lisa; tuttavia la produzione musicale della canzone e il contenuto dei testi hanno ricevuto critiche. Scrivendo per il The Harvard Crimson, Allison S. Park ha affermato che «le formidabili capacità di rappare di Lisa traspaiono» ma ha criticato «l'assenza di una narrazione lirica coesa». In una recensione negativa, Rhian Daly di NME ha affermato che «invece di essere il trionfo splendente e spavaldo che ci si potrebbe aspettare, la sua qualità è deludentemente bassa». Riferendosi alla canzone come «imbarazzante», sentiva anche che il contenuto dei testi non conteneva «cuore o anima» e si concentrava invece più su «vantaggi vuoti» che non hanno raggiunto l'effetto previsto.
In una recensione più positiva, Chase McMullen di Beats Per Minute ha commentato che «è la performance di Lisa che prende abilmente il palco principale, con lei che sfoglia i numerosi cambiamenti della canzone con una tale fluidità da far sembrare ogni componente perfettamente naturale». Anche Anwaya Mane di Pinkvilla ha elogiato la performance ad alta energia di Lisa, definendola «inimitabile e maestosa» e ha ritenuto che «il rap audace e sicuro di Lisa sia una testimonianza di quanto lontano sia arrivato il talentuoso artista».

## Video musicale
Il video musicale, diretto da Seo Hyun-seung, è stato reso disponibile attraverso il canale YouTube delle Blackpink in contemporanea con il lancio del singolo; la clip è stata preceduta da un'anteprima, che è stata pubblicata tramite la stessa piattaforma tre giorni prima. Il video è diventato il video di debutto più visto e il video più visto da una solista in 24 ore, ottenendo 73,6 milioni di visualizzazioni; il video ha battuto i rispettivi record di On the Ground di Rosé e Me! di Taylor Swift feat. Brendon Urie, che hanno ottenuto rispettivamente 41,6 milioni di visualizzazioni e 65,2 milioni di visite in 24 ore.

## Riconoscimenti

### Premi dei programmi musicali
- Music Bank
  - 17 settembre 2021[14]

## Tracce
Testi e musiche di Teddy, Bekuh Boom, Vince, 24 e R. Tee
Download digitale, 7"
1. Lalisa – 3:21
2. Money – 2:48

CD
1. Lalisa – 3:21
2. Money – 2:48
3. Lalisa (Instrumental) – 3:21
4. Money (Instrumental) – 2:48

## Formazione
- Lisa – voce
- Teddy – produzione

## Successo commerciale
L'edizione fisica del singolo ha superato 700 000 preordini in quattro giorni, stabilendo un nuovo record per il maggior numero di preordini per un album tra le artiste soliste dell'industria K-pop. Al 10 settembre aveva superato gli 800 000 preordini. Secondo la Hanteo Chart, il disco ha venduto 330 129 copie il primo giorno e 736 221 copie la prima settimana di uscita, stabilendo il record per le vendite più alte della prima settimana tra tutte le artiste e diventando la prima solista donna a raggiungere 500 000 copie vendute nella prima settimana. Ha debuttato al vertice della Gaon Album Chart, mentre il kit album ha debuttato alla 4ª posizione.
Lalisa ha debuttato al secondo posto sia nella Billboard Global 200 che della Global Excl. US, segnando il suo primo ingresso nelle due classifiche. In Corea del Sud ha eordito al numero 90 della Gaon Digital Chart nella settimana dal 5 all'11 settembre, salendo al 64 nella settimana seguente. Negli Stati Uniti d'America, Lalisa ha debuttato alla 84ª posizione della Billboard Hot 100 e al numero 6 della classifica Digital Song Sales con 9 600 copie digitali vendute nella prima settimana, dando a Lisa due successi nella top ten di quest'ultima classifica insieme a Money. Nel Regno Unito, Lalisa ha debuttato alla posizione 68 della Official Singles Chart, mentre in Canada, la canzone ha debuttato al numero 42 della Billboard Canadian Hot 100.

## Classifiche
| Classifica (2021-22) | Posizione massima |
| -------------------- | ----------------- |
| Canada               | 42                |
| Corea del Sud        | 64                |
| Francia              | 175               |
| Giappone             | 40                |
| Grecia               | 58                |
| India                | 6                 |
| Irlanda              | 87                |
| Lituania             | 89                |
| Malaysia             | 1                 |
| Perù                 | 22                |
| Portogallo           | 128               |
| Regno Unito          | 68                |
| Singapore            | 2                 |
| Stati Uniti          | 84                |
| Vietnam              | 84                |

## Date di pubblicazione
| Paese                 | Data di pubblicazione | Formato                          | Note          |
| --------------------- | --------------------- | -------------------------------- | ------------- |
| Mondo                 | 10 settembre 2021     | CD, download digitale, streaming | [ 36 ]        |
| Giappone              | 2 ottobre 2021        | CD Maxi                          | [ 37 ]        |
| Italia                | 8 ottobre 2021        | Contemporary hit radio           | [ 38 ]        |
| Stati Uniti d'America | 12 novembre 2021      | CD                               | [ 39 ] [ 40 ] |
| Corea del Sud         | 27 dicembre 2021      | 7"                               | [ 41 ]        |